# Liberty BASIC
Liberty BASIC je narečje programskega jezika BASIC in razvojno okolje.